# PowerCon

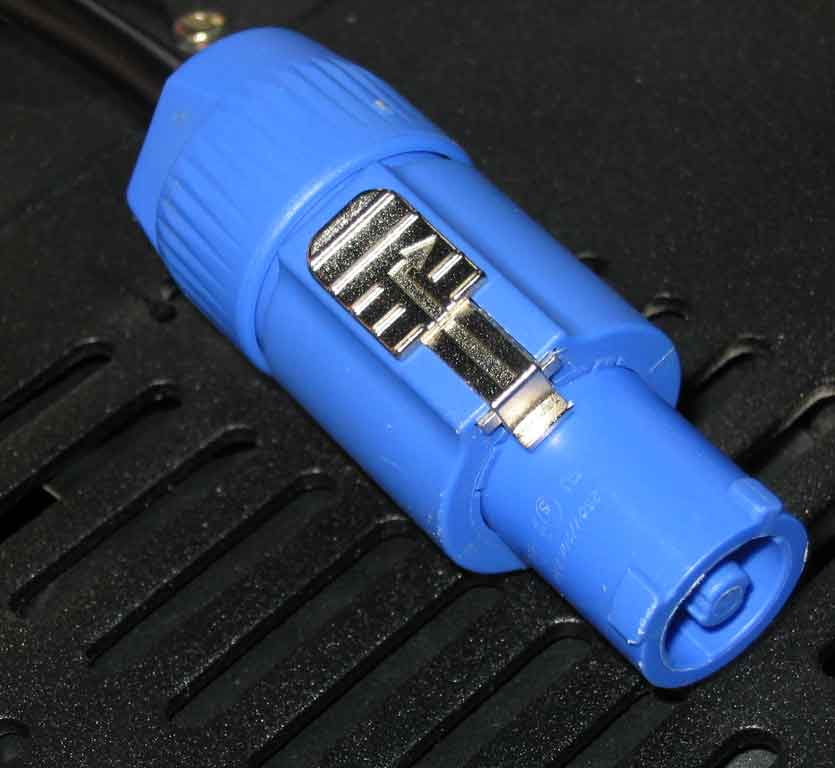
powerCON-Stecker, spannungsführend

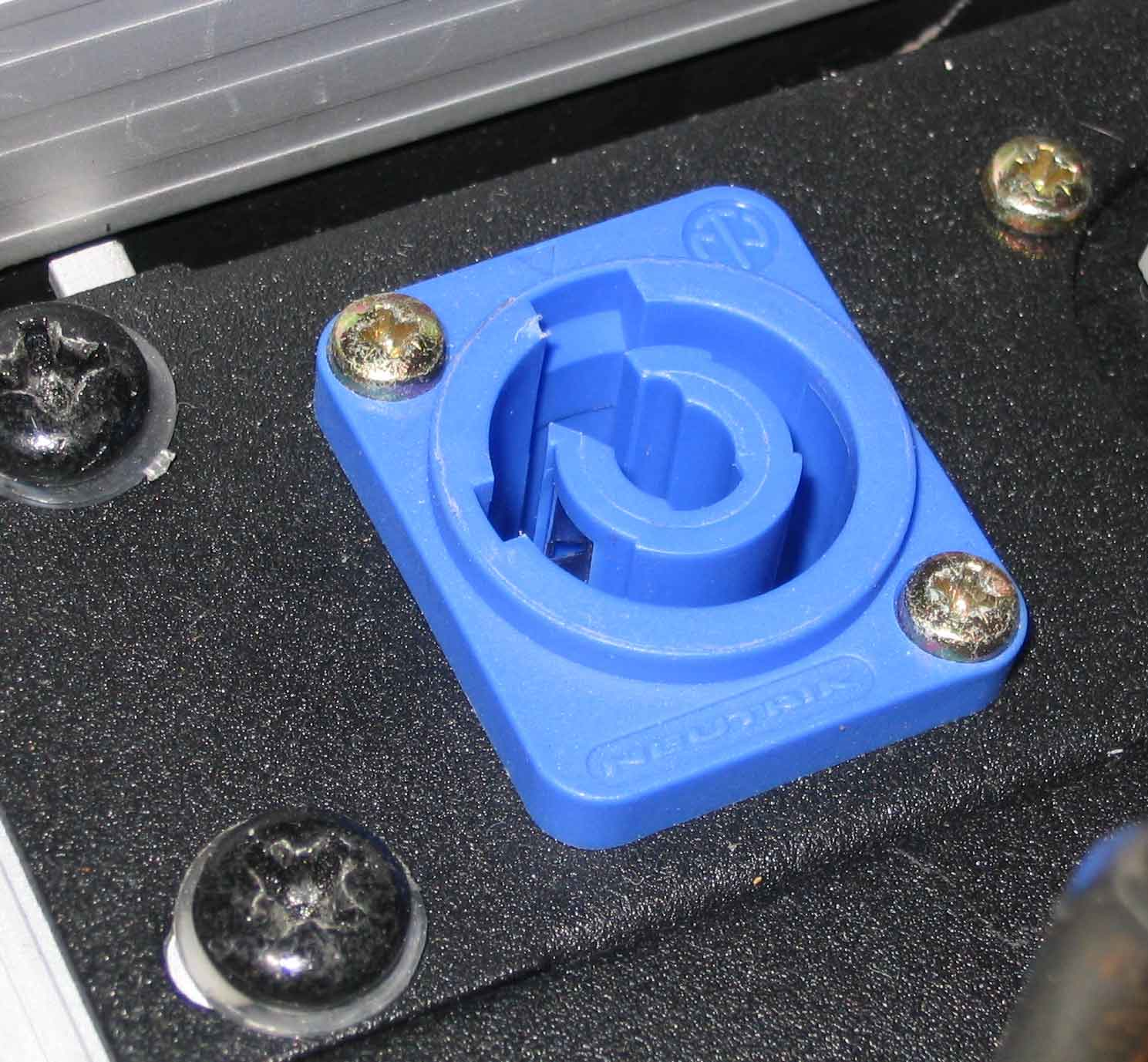
powerCON-Buchse, spannungsempfangend

Powercon (Eigenschreibweise powerCON) ist ein proprietärer Kaltgerätestecker für die Energieversorgung von Geräten mit einphasigem Wechselstrom mit Stromstärken bis zu 20 Ampere, in einer Sonderform bis zu 32 Ampere.
Das System wurde von der Firma Neutrik aus Liechtenstein entwickelt und ist rechtlich unter den Marken „PowerCON“ und True1 geschützt. Es wird vor allem für die Bühnentechnik angeboten. Phase, Neutralleiter und Schutzleiter sind gegen versehentliche Berührung geschützt. Die Stecker werden gegen versehentliches Abziehen verriegelt.

## Übersicht
Die Steckverbinder gibt es in zwei Ausführungen: blau für den Eingang von Netzspannung an einem Gerät, grau für die Weitergabe von Netzspannung von einem Gerät an andere. Stecker und Buchsen sind mechanisch unterschiedlich gestaltet, so dass nicht versehentlich graue an blaue gesteckt werden können. Zur Verlängerung von Verbindungskabeln gibt es Kupplungsteile mit einer blauen und einer grauen Seite.
Die farbliche Codierung ist so gewählt, dass bei gleicher Farbe immer nur ein spannungsführender Kontakt und ein spannungsempfangender Kontakt miteinander verbunden werden können. Außerdem sind die Kontakte der beiden Serien (blau und grau) spiegelbildlich ausgeformt, so dass eine Kombination von Steckern und Buchsen unterschiedlicher Farben nicht möglich ist. Somit wird eine erhöhte Betriebssicherheit garantiert, bei der ein Verbinden zweier spannungsführender Komponenten ausgeschlossen ist.
Der Erdkontakt (Schutzleiter) ist nicht vorauseilend konstruiert. Verbindungen dürfen daher nur hergestellt und gelöst werden, wenn keine Seite unter Spannung steht. PowerCon kann und darf deswegen auch nicht für Wanddosen eines Hausnetzes verwendet werden. Die Weiterentwicklung Powercon TRUE1 und Powercon TRUE1 TOP (siehe unten) erfüllt jedoch die Anforderungen und darf somit auch unter Last gesteckt werden.
Die Einbaubuchsen weisen die gleichen Bohrungs- und Einbaumaße wie die XLR-Buchsen von Neutriks D-Serie sowie die speakON-Buchsen auf und lassen sich somit in bestehende 19"-Rackblenden integrieren.
Die mechanische Gestaltung und die Ausmaße der Verbinder ähneln sehr stark dem System speakON für Lautsprecheranschlüsse, jedoch ist PowerCon mechanisch gegen versehentliche Verwechslungen geschützt.

## PowerCon 32A
Für Anwendungen mit erhöhtem Strombedarf (beispielsweise für die Beleuchtung von Bühnen) werden größere schwarze Powercon-Stecker und -Buchsen mit einer Belastbarkeit bis zu 32 Ampere angeboten.
Der Steckverbinder wurde auf Anregung von Theatern entwickelt, die für ihre Eberl-Steckverbinder nach DIN 56905 einen Ersatz mit geringem Platzbedarf suchten.

## PowerCon TRUE1

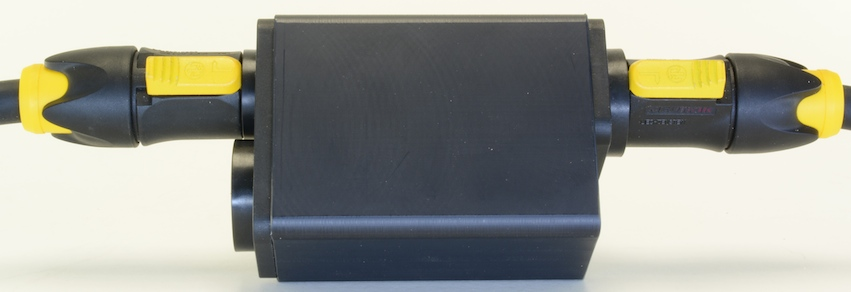
powerCON TRUE1, alte Version

PowerCon „TRUE1“ ist eine verriegelbare Steckvorrichtung bis 16 Ampere Strombelastbarkeit, die unter Spannung gesteckt werden darf, da sie über einen vorauseilenden Schutzleiter verfügt. Als Ausführung gibt es sowohl Kabelstecker und -buchsen wie auch Einbaustecker und -buchsen. Die neue Generation NAC3MX-W und NAC3FX-W hat einen gelben Gummidichtungsring und die Kabeleinlasstülle besteht aus gelbem Gummi, anstatt Schlitzschrauben werden Torx-8-Schrauben verwendet. Die Produktion von PowerCon TRUE1 wurde 2021 eingestellt.

## PowerCon TRUE1 TOP
PowerCon TRUE1 TOP ersetzte ab 2020 die PowerCon TRUE 1 und ist zu dieser 100 % kompatibel, verfügt jedoch bei Nutzung der TOP-Variante sowohl für den Stecker als auch die Buchse über eine IP65 Schutz im gesteckten Zustand. Dieser IP65-Schutz gilt nur für den gesteckten Zustand oder in Verbindung mit einer Schutzkappe.

## Kompatibilität
PowerCon-Systeme sind eine proprietäre Entwicklung von Neutrik und nicht normiert. Einzelne Details des Systems sind durch Neutrik patentrechtlich geschützt. Dennoch gibt es sowohl zu den Systemen PowerCon als auch PowerCon TRUE1 und PowerCon TRUE1 TOP kompatible Komponenten von anderen Herstellern wie Amphenol, Varytec und Seetronic. Diese tragen Bezeichnungen wie beispielsweise „PowerTwist“ bzw. „PowerTwist TR1“. Einige dieser kompatiblen Produkte verletzen Patente von Neutrik und sind nicht lizenziert, wogegen Neutrik unter anderem in den USA gerichtlich vorging.